# 增长的极限

1972年版封面

《增长的极限》是罗马俱乐部于1972年发表的、对世界人口快速增长的模型分析结果。丹尼斯·米都斯（Dennis L. Meadows）主笔。这本书用World3模型对地球和人类系统的互动作用进行仿真，反映了马尔萨斯在1798年发表的《人口学原理》中表达的观点。
丹尼斯·米都斯和约尔根·兰讷斯（Jørgen Randers）对最初的版本进行了修改。1993年，他们在本书出版20周年之际，发表了新版本《超越极限》。最新版本由Chelsea Green出版社出版于2004年6月1日，标题是《增长的极限：30年后的更新》。

## 指数储量指标
本书讨论的一个重要观点是：如果资源消耗指标持续增长，那么可开采指标就不能用现有已知的储量除以目前年消耗量来结算，这是生成静态指标典型的算法。例如，在1972年，铬的储存量是7.75亿吨，年开采量是185万吨。静态指标为418年（775/1.85），但铬的消费量年增长率是2.6%。如果保持稳定的消耗率，并且考虑年增长率，这一资源只能开采93年。
书中，他们罗列了一些资源的指数指标和5倍指数储量指标：
| 资源 | 静态指标（年） | 增长率 | 指数指标（年） | 5倍指数储量指标（年） |
| ---- | -------------- | ------ | -------------- | --------------------- |
| 铬   | 420            | 2.6    | 95             | 154                   |
| 金   | 11             | 4.1    | 9              | 29                    |
| 铁   | 240            | 1.8    | 93             | 173                   |
| 石油 | 31             | 3.9    | 20             | 50                    |

静态储量指标假设使用量是常数，指数储量指标假设使用量的年增长率是常数。对于石油，两个指标均不正确，因为经历过石油输出国组织的石油禁运后，次年的产量增加了。
指数指标经常被错误地引用，怀疑论环保份子声称：“《增长的极限》告诉我们，1992年石油将被消耗怠尽。”而实际上，《增长的极限》在上述表格中所说的现有储量（假设没有发现新的油田）在1992年消耗完，是建立在指数指标为常数的假设之上的。

## 批评
《增长的极限》一发表便引起争议。耶鲁经济学者亨利·华利克在1972年3月13日的《新闻周刊》编者按中称此书为“不负责任的一派胡言”，是华盛顿博物馆学者以夸大其词来哗众取宠，模型里的许多变量设置没有足够的依据。华利克说，“模型的数字完全来自作者的臆想，他们从来没发表所使用的方程式。”两年后的1974年，米都斯才发表模型的具体细节。
此书的争议往往是批评者认为作者的错误预言；而作者极端支持者则辩护说，实际上他们并未做精确的预测，书中的预言只是建立在各种假设上的估计。
尽管如此，今天许多人认为这本书传递的总体信息是准确的：地球资源是有限的，因此，无可避免地会有一个自然的极限。

## 注解
1. ^  此模型以仿真程序语言DYNAMO运行

## 标准书号
- ISBN  0-87663-165-0 1972 版
- ISBN 0-87663-222-3 1974 第二版
- ISBN 0-87663-918-X 1974 第二版